# Yin Shan

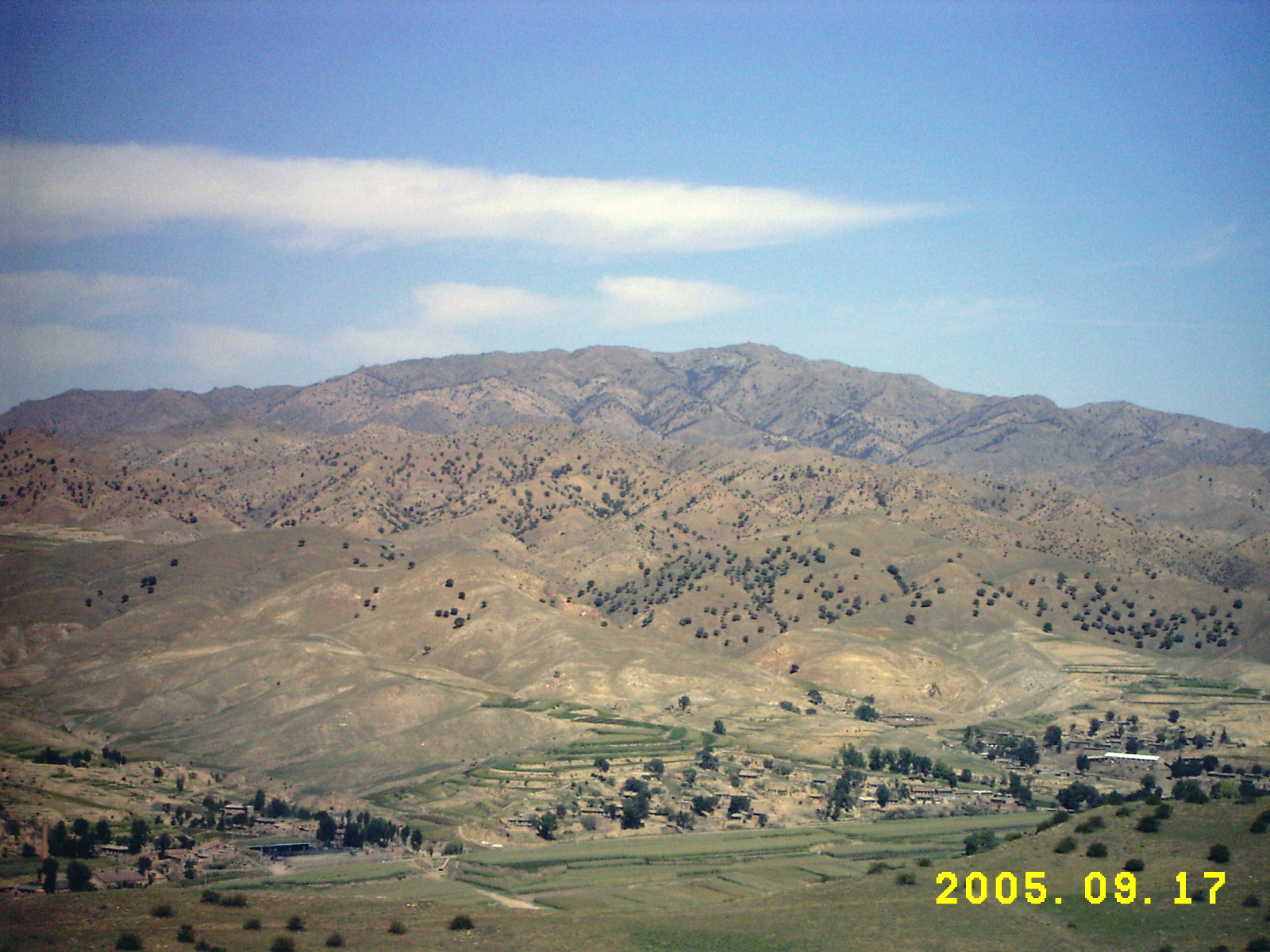
Yin Shan, 2005

Yin Shan (阴山; także Yinshan Shanmai; chiń.: 陰山山脈; pinyin: Yīnshān Shānmài) – łańcuch górski w północnych Chinach, w regionie autonomicznym Mongolia Wewnętrzna, na północ od rzeki Huang He i Wyżyny Ordos. Łańcuch rozciąga się południkowo na długości ok. 600 km, w jego skład wchodzą mniejsze pasma, m.in. Lang Shan, Daqing Shan i Damaqun Shan. Średnia wysokość wynosi 1800–2400 m n.p.m. Góry zbudowane głównie ze starych skał metamorficznych, jednak w południowej części, m.in. w górach Daqing Shan, znajduje się gruba warstwa skał osadowych, gdzie mieszczą się bogate złoża węgla kamiennego, który jest wykorzystywany w pobliskich elektrowniach. Występują także pola uprawne (zboża, rzepak) i petroglify. Ośrodki wydobycia rud żelaza, grafitu i azbestu. Przeważa krajobraz stepowy i półpustynny.